# Sounkamba Sylla
Pour les articles homonymes, voir Sylla (homonymie).
Sounkamba Sylla, née le 9 juillet 1998 à Laval, est une athlète française spécialiste des épreuves de sprint et plus spécifiquement du 400 mètres.

## Carrière
Elle commence l'athlétisme à l'âge de 14 ans en 2012. 
Elle montre dès ses premières années d'excellentes capacités : en réalisant 7"15 pour son premier 50 mètres, soit une performance de niveau inter-régional. Elle réalise sa première performance nationale en 2015 à l'âge de 17 ans sur 200 mètres avec un temps de 24"69. Deux ans plus tard, elle est sélectionnée pour la première fois en équipe de France Jeunes pour une compétition  des -20 ans à Minsk en Biélorussie lors duquel elle termine 3e du 300 mètres et s'impose avec le relais mixte 4 × 200 m , aux côtés  de Sacha Alessandrini, Paul Tritenne et Nicolas Monique.
Elle est par la suite sélectionnée à quatre reprises en équipe de France seniors : en 2020 en tant que remplaçante lors des Jeux olympiques d'été de 2020 à Tokyo sur le relais 4 × 400 m, en 2021 pour les relais mondiaux à Chorzów en Pologne, en 2022 pour les championnats du monde d'athlétisme à Eugene terminant à la cinquième place, et en 2023 pour les mondiaux à Budapest où elle participe à la qualification du relais 4 × 400 mètres pour la finale. Elle participe à la réalisation du temps de 3'27"50 en séries. Remplacée par Marjorie Veyssiere en finale au sein du quatuor, le relais réalise une chrono sensiblement supérieur de 3 min 28 s 35 et se classe huitième.
Son record sur 400 mètres est de 53"62 en salle et de 52"32 en extérieur.
Son record sur 200 mètres est de 24"16 en salle et de 23"80 en extérieur.
Ces performances font de Sounkamba Sylla une athlète de niveau international présente dans le top 10 Français des meilleures athlètes sur 400 mètres.
Alors qu'elle court depuis plusieurs années avec un voile, non prohibé en athlétisme, et qu'elle détient la deuxième performance française de la saison sur 400 mètres, le ministère des sports rappelle en mai 2024 à la Fédération française d'athlétisme son choix de ne pas sélectionner d'athlète voilée pour concourir aux Jeux olympiques d'été de 2024, ce qui conduit Sounkamba Sylla à se présenter en juin avec une casquette au championnat d'Europe de Rome, où elle figure dans le relais 4 × 400 mètres mixtes,.
Après une multitude de podiums dans les jeunes catégories (Vice-championne de France Cadettes sur 200 m en 2015, 3 fois médaillée de bronze en Juniors sur 400 m) Sounkamba Sylla réalise son premier podium chez les Elites en devenant vice-championne de France du 400 mètres en salle en 2020 à Liévin.
En 2022, elle termine troisième de la finale du 400 mètres aux Championnats de France d'athlétisme 2022 à Caen. Elle est remplaçante du relais 4 × 400 m aux Championnats d'Europe d'athlétisme 2022 à Munich.
Elle participe, en tant que première relayeuse, au relais 4 x 400 mètres féminin lors des Jeux olympiques d'été de 2024, qui termine 5e de la finale en 3 min 21''41 (nouveau record national).

## Famille
Elle est la sœur des footballeurs Dembo Sylla et Karamba Sylla.

## Palmarès
| Date | Compétition           | Lieu   | Résultat | Épreuve   | Temps         |
| ---- | --------------------- | ------ | -------- | --------- | ------------- |
| 2022 | Championnats d'Europe | Munich | 5e       | 4 × 400 m | 3 min 25 s 81 |
| 2024 | Championnats d'Europe | Rome   | 5e       | 4 × 400 m | 3 min 23 s 77 |
| 2024 | Jeux olympiques       | Paris  | 5e       | 4 × 400 m | 3 min 21 s 41 |

| Année | Compétition                     | Lieu   | Résultat | Epreuve | Temps   |
| ----- | ------------------------------- | ------ | -------- | ------- | ------- |
| 2020  | Championnats de France en Salle | Liévin | 2e       | 400 m   | 54 s 05 |
| 2022  | Championnats Nationaux en Salle | Lyon   | 1re      | 400 m   | 53 s 62 |
| 2022  | Championnats de France 2022     | Caen   | 3e       | 400 m   | 52 s 87 |

## Records
| Épreuve | Marque  | Lieu    | Date        |
| ------- | ------- | ------- | ----------- |
| 400 m   | 51 s 80 | Forbach | 26 mai 2024 |